# Накамото Судзука
Накамото Судзука (яп. 中元 すず香; нар. 20 грудня 1997, Хіросіма, Префектура Хіросіма, Японія), також відома під псевдонімами Судзука та Su-metal — японська співачка, акторка та модель. Відома як вокалістка кавай-метал гурту Babymetal. Підопічна агенція з пошуку талантів Amuse, Inc., учасниця трьох музичних колективів цієї агенції: Karen Girl's, Sakura Gakuin та Babymetal.

## Життєпис

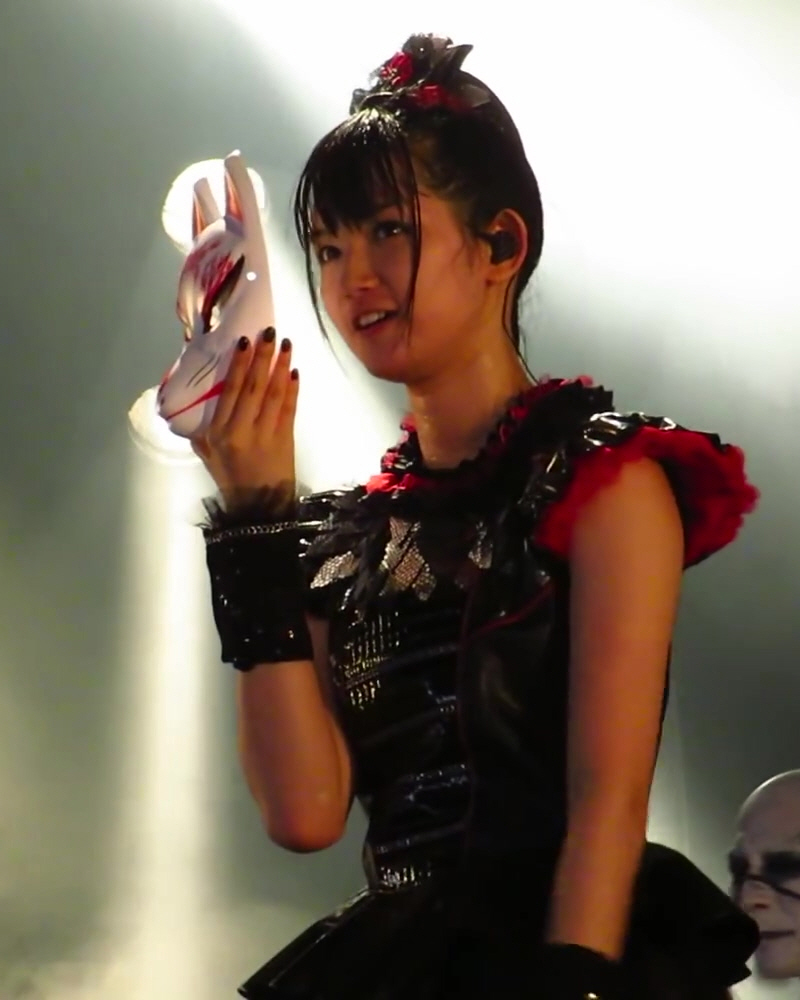

У 2002 році Судзука виграла Гран-прі конкурсу Image Girl для Jewel Drop — лінійки іграшкової косметики виробництва Bandai, а згодом знялася у декількох рекламних роликах Jewel Drop.
У 2006 році зарахована до акторської школи Хіросіми. Там Судзука навчалася разом з майбутньою партнеркою по Sakura Gakuin Сугімото Марірі, з якою дівчина була знайома ще до вступу до Школи.
У 2007 році стала фіналісткою 2-го сезону Star Kids Audition, організованого агенцією із пошуку талантів Amuse, Inc., після чого підписала з цією агенцією контракт.
У 2008 році агенція створила тріо Karen Girl's й Накамото обрали до її складу. Група була представлена як дівоче тріо з трьох сестер Perfume та заспівала декілька пісень для аніме Zettai Karen Children, проте 31 березня 2009 року, після завершення виробництва аніме, тріо розформували.

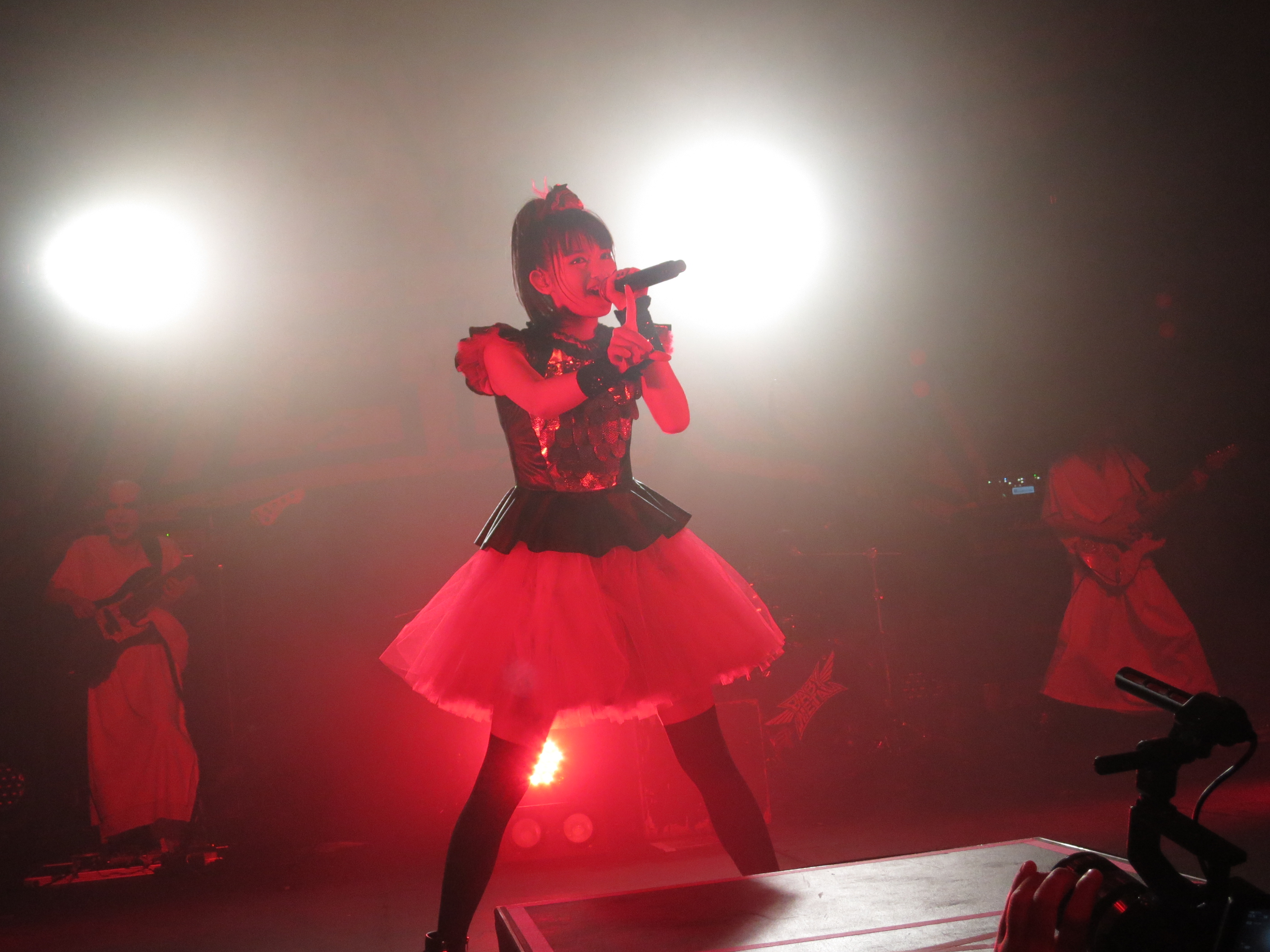

У квітні 2010 року агенція створила новий гурт, Sakura Gakuin, а Судзука стала засновницею цього колективу. Учасниці гурту також створили власні «клуби», кожна з яких випускала окремо власні пісні. Накамото увійшла до клубу «Важкої музики» (яп. 重音部), який виконував пісні як Babymetal, до складу якої входили також члени Sakura Gakuin Мізуно Юї та Кікуті Моа.
Навесні 2013 року Накамото закінчила молодшу середню школу й тому мусила «завершити» участь у Sakura Gakuin (у гурті діяло обмеження, за яким виступати могли лише учасниці до закінчення навчання в молодшій середній школі). Її кінцевий концерт відбувся 31 березня на Токійському міжнародному форумі.
Після цього Судзука продовжила виступи в Babymetal, вже не бувши учасницею Sakura Gakuin, під сценічним іменем Су-метал. У лютому 2014 року Babymetal випустили дебютний альбом з однойменною назвою.
Накамото посіла дев'яте місце в рейтингу Oricon News в номінації «Найочікуваніших дорослих вокалістів 2018», при цьому автори рейтингу відзначили її «надзвичайні співочі вміння». У жовтні 2022 року, після виходу синглу «Divine Attack (Shingeki)», Накамото вперше вказали як авторку тексту пісні Babymetal.

## Особисте життя
Наймолодша серед трьох рідних сестер. Її друга сестра Накамото Хімека — колишня учасниця гурту Nogizaka46. Обидві дівчини разом навчалися в Акторській школі Хіросіми та разом співали в дуеті під назвою Tween.
Її мати працює з дорогоцінним каменям та періодично дарує аксесуари з дорогоцінного каміння учасницям гурту Babymetal. Батько Судзуки грав у рок-групі Hooligans.

## Участь у проєктах
- Karen Girl's (2008 — 31 березня 2009)
- Мюзикл «Бокенша тачі»[20] (5–15 березня 2009.[21] повторна участь 10–20 червня 2010.)
- Sakura Gakuin (квітень 2010 — 31 березня 2013)
- Babymetal (2010 — теп. час)

## Дискографія

### У складі Karen Girl's
- Fly to the Future (2009)

### У складі Sakura Gakuin
- Sakura Gakuin 2010 Nendo: Message (2011)
- Sakura Gakuin 2011 Nendo: Friends (2012)
- Sakura Gakuin 2012 Nendo: My Generation (2013)

### У складі Babymetal
- Babymetal (2014)
- Metal Resistance (2016)
- Metal Galaxy (2019)
- The Other One (2023)

## Фільмографія

### Аніме
- 2009: Zettai Karen Children (епізод 40) — Себе (у складі Karen Girl's)

### Комерційний
- 2012: «Oshii! Hiroshima»[22]